# LaVyrle Spencer
LaVyrle Spencer (Browerville, Minnesota, 17 de julio de 1943), escritora estadounidense.

## Biografía
Autora de varios best sellers de temática contemporánea e histórica. Doce de ellos han figurado en las listas de libros mejor vendidos del New York Times y muchos inspiraron películas para el cine y la televisión. Desde 1988, Spencer está incluida en la Romance Writers of America Hall of Fame. En 1997 se retiró como escritora.

## Obras

### Novelas
- The Fulfillment (1979)
- The Endearment (1982); traducción al español: Hacerse querer.
- Forsaking All Others (1982)
- Hummingbird (1983)
- A Promise to Cherish (1983)
- The Hellion (1984)
- Sweet Memories (1984) - Dulces recuerdos
- Twice Loved (1984) - Dos veces amada
- Separate Beds (1985)
- Spring Fancy (1985) - Capricho de primavera
- A Heart Speaks (1986)
- The Gamble (1987) - Juegos de azar
- Years (1987)
- Vows (1988) - Promesas
- Morning Glory (1989) - Maravilla (Ediciones B, 2013)
- Bitter Sweet (1990) - Amargo pero dulce
- Forgiving (1991) - Perdón
- Bygones (1992)
- November of the Heart (1993)
- Family Blessings (1994) - Bendición familiar´´´
- Home Song (1995)
- That Camden Summer (1996)
- Then Came Heaven (1997)
- Small Town Girl (1997) - La chica del pueblo

### Colecciones
- The Hellion / Separate Beds / Hummingbird (1991)
- Bittersweet / Morning Glory / Vows (1991)
- Gamble / Endearment / Forgiving (1992)
- Years / Twice Loved / Spring Fancy (1993)
- Morning Glory / Vows/ the Gamble (1994)
- Bygones / Separate Beds / Bitter Sweet (1994)
- Hummingbird / Twice Loved / Vows (1994)
- Separate Beds / Forsaking All Others / Promise to Cherish (1995)
- The Endearment / Bitter Sweet / Forgiving (1995)
- Bygones / November of the Heart / Family Blessings (1996)
- For the Heart: Sweet Memories / a Matter of Circumstance / Afterglow (1997)
- Home Song / That Camden Summer / Small Town Girl (1999)

### Colaboraciones
- Sweet Memories / One Tough Texan (1999) (con Jan Freed)

### Películas en base a sus obras
- The fulfillment of Mary Gray (1989), con 'Cheryl Ladd', 'Ted Levine' y 'Lewis Smith'.
- Morning glory (Gloria de la mañana) (1993), con 'Christopher Reeve', 'Deborah Raffin' y 'Lloyd Bochner'.
- Home song (1996), con 'Lee Horsley', 'Molly Draper' y 'Deborah Raffin'.
- Family blessings (Bendición familiar) (1999), con 'Lynda Carter', 'Steven Eckholdt' y 'Ari Meyers#.